# Heinz Kiekebusch
Heinz Kiekebusch (* 7. Januar 1908 in Berlin-Karlshorst; † 14. Mai 1971 in Kiel) war ein deutscher Politiker (NSDAP, GB/BHE, CDU).

## Leben und Beruf
Nach dem Erreichen des Abiturs studierte Kiekebusch Rechtswissenschaft an den Universitäten Marburg, Berlin und Göttingen. 1929 legte er die erste juristische Staatsprüfung in Celle ab, nach seiner Promotion in Kiel und Göttingen folgte 1933 die zweite juristische Staatsprüfung in Berlin. Von 1933 bis 1941 war er Rechtsanwalt am Landgericht Berlin, ferner war er Rechtsrat der deutschen Karls-Universität in Prag, Rechtsanwalt und Steuerberater in Prag, 1946/49 Geschäftsführer des Warenhauses Bistrick in Hamburg und ab 1949 Rechtsanwalt, Notar und Fachanwalt für Steuerrecht in Ahrensburg.

## Politik
Kiekebusch trat zum 1. Mai 1937 in die NSDAP ein (Mitgliedsnummer 4.835.130). Danker und Lehmann-Himmel charakterisieren ihn in ihrer Studie über das Verhalten und die Einstellungen der Schleswig-Holsteinischen Landtagsabgeordneten und Regierungsmitglieder der Nachkriegszeit in der NS-Zeit als „systemtragend-karrieristisch“.
1950 wurde Kiekebusch Mitglied des BHE, bei dem er Kreisvorsitzender in Stormarn sowie Mitglied des Landes- und Bundesvorstandes war. 1951 wurde er Fraktionsvorsitzender im Kreistag Stormarn. Er war Mitglied des Kreisausschusses, Vorsitzender des Kreisfinanzausschusses und Stadtrat in Ahrensburg sowie Vorsitzender des Landessiedlungsausschusses. Von 1952 bis 1954 war er Landesvorsitzender des BHE. 1954 wurde er in den Landtag von Schleswig-Holstein und dort zum Fraktionsvorsitzenden gewählt. Diese Position hatte er bis zum 14. April 1958 inne, als er aus der GB/BHE-Fraktion ausschied. Nach einigen Monaten als fraktionsloser Abgeordneter wechselte Kiekebusch am 4. August 1958, kurz vor Ende der Wahlperiode zur CDU.